# تپه بیجانه ۳
تپه بیجانه ۳ مربوط به عصر آهن - دوره نوسنگی است و در شهرستان کرمانشاه، بخش مرکزی، دهستان دورود فرامان، ۵۰۰ متری شمال روستای بیجانه واقع شده و این اثر در تاریخ ۲۶ اسفند ۱۳۸۷ با شمارهٔ ثبت ۲۵۵۸۱ به‌عنوان یکی از آثار ملی ایران به ثبت رسیده است.